# Podopterus
Podopterus es un género de plantas pertenecientes a la familia Polygonaceae.  Comprende 5 especies descritas y de estas, solo 3 aceptadas.

## Descripción
Son arbustos o árboles pequeños, que alcanzan un tamaño de 2–5 m de alto, caducos, generalmente ramificados cerca de la base; tallos con brotes frondosos cortos terminados en una espina; plantas hermafroditas. Hojas en fascículos de 2–5, caducas, ampliamente elípticas a obovadas, 2–7 cm de largo y 1.5–4.5 cm de ancho, ápice redondeado a obtuso, base adelgazada a cuneada, rígidamente cartáceas al secarse, lisas en ambas superficies, glabras o menudamente puberulentas en el envés; pecíolos 5–20 mm de largo, puberulentos; estípulas ocreadas caducas, generalmente no aparentes. Inflorescencias en fascículos de 5–20 flores en los brotes cortos, pedicelos articulados cerca de la base, flores pequeñas tornándose blancas; perianto con las 3 partes exteriores con alas longitudinales a lo largo del nervio central, decurrentes sobre el pedicelo; filamentos glabros; ovario triquetro; estilos 3. Perianto fructífero envolviendo al aquenio, delgado, blanquecino a café pálido o amarillento, 2–3 cm de largo incluyendo el pedicelo, alas de las 3 partes exteriores del perianto 10–15 mm de largo y 2–3 mm de ancho y decurrentes en los pedicelos por 5–10 mm; aquenio 5 mm de largo y 3 mm de ancho, con 3 costillas angostas longitudinales, café lustroso.

## Taxonomía
El género fue descrito por  Aimé Bonpland  y publicado en Plantae Aequinoctiales 2: 89. 1809[1812].  La especie tipo es:  Podopterus mexicanus Bonpl.	

## Especies aceptadas
A continuación se brinda un listado de las especies del género Podopterus aceptadas hasta mayo de 2014, ordenadas alfabéticamente. Para cada una se indica el nombre binomial seguido del autor, abreviado según las convenciones y usos. 
- Podopterus cordifolius Rose & Standl.
- Podopterus mexicanus Bonpl.
- Podopterus paniculatus (Donn. Sm.) Roberty & Vautier